# 2017년 2월
| 2017년: 1월 · 2월 · 3월 · 4월 · 5월 · 6월 · 7월 · 8월 · 9월 · 10월 · 11월 · 12월 |

| \| 2017년 2월 1일 (수요일) \| \| 편집 \| |  |      |
|                                          |  |      |
| 2017년 2월 1일 (수요일)                  |  | 편집 |

| 2017년 2월 1일 (수요일) |  | 편집 |

| \| 2017년 2월 2일 (목요일) \| \| 편집 \| |  |      |
|                                          |  |      |
| 2017년 2월 2일 (목요일)                  |  | 편집 |

| 2017년 2월 2일 (목요일) |  | 편집 |

| \| 2017년 2월 3일 (금요일) \| \| 편집 \| |  |      |
|                                          |  |      |
| 2017년 2월 3일 (금요일)                  |  | 편집 |

| 2017년 2월 3일 (금요일) |  | 편집 |

| \| 2017년 2월 4일 (토요일) \| \| 편집 \| |  |      |
| 사건사고 - 경기도 화성시 동탄 메타폴리스 상가 건물에서 화재가 발생하여 4명이 사망하고 40여명이 부상당했다. - 충청북도 보은군의 한우 농가에서 구제역이 발생하였다. |  |      |
| 2017년 2월 4일 (토요일) |  | 편집 |

| 2017년 2월 4일 (토요일) |  | 편집 |

| \| 2017년 2월 5일 (일요일) \| \| 편집 \| |  |      |
|                                          |  |      |
| 2017년 2월 5일 (일요일)                  |  | 편집 |

| 2017년 2월 5일 (일요일) |  | 편집 |

| \| 2017년 2월 6일 (월요일) \| \| 편집 \| |  |      |
|                                          |  |      |
| 2017년 2월 6일 (월요일)                  |  | 편집 |

| 2017년 2월 6일 (월요일) |  | 편집 |

| \| 2017년 2월 7일 (화요일) \| \| 편집 \| |  |      |
|                                          |  |      |
| 2017년 2월 7일 (화요일)                  |  | 편집 |

| 2017년 2월 7일 (화요일) |  | 편집 |

| \| 2017년 2월 8일 (수요일) \| \| 편집 \|                                 |  |      |
| 국제 - 모하메드 압둘라히 모하메드가 소말리아의 새 대통령으로 선출되었다. |  |      |
| 2017년 2월 8일 (수요일)                                                  |  | 편집 |

| 2017년 2월 8일 (수요일) |  | 편집 |

| \| 2017년 2월 9일 (목요일) \| \| 편집 \| |  |      |
|                                          |  |      |
| 2017년 2월 9일 (목요일)                  |  | 편집 |

| 2017년 2월 9일 (목요일) |  | 편집 |

| \| 2017년 2월 10일 (금요일) \| \| 편집 \| |  |      |
|                                           |  |      |
| 2017년 2월 10일 (금요일)                  |  | 편집 |

| 2017년 2월 10일 (금요일) |  | 편집 |

| \| 2017년 2월 11일 (토요일) \| \| 편집 \| |  |      |
|                                           |  |      |
| 2017년 2월 11일 (토요일)                  |  | 편집 |

| 2017년 2월 11일 (토요일) |  | 편집 |

| \| 2017년 2월 12일 (일요일) \| \| 편집 \|                             |  |      |
| 국제 - 프랑크발터 슈타인마이어가 독일의 제12대 대통령으로 당선되었다. |  |      |
| 2017년 2월 12일 (일요일)                                              |  | 편집 |

| 2017년 2월 12일 (일요일) |  | 편집 |

| \| 2017년 2월 13일 (월요일) \| \| 편집 \|                                                                      |  |      |
| 국제 - 조선민주주의인민공화국 김정일의 장남 김정남이 말레이시아 쿠알라룸푸르 국제공항에서 독극물로 암살당했다. |  |      |
| 2017년 2월 13일 (월요일)                                                                                       |  | 편집 |

| 2017년 2월 13일 (월요일) |  | 편집 |

| \| 2017년 2월 14일 (화요일) \| \| 편집 \| |  |      |
|                                           |  |      |
| 2017년 2월 14일 (화요일)                  |  | 편집 |

| 2017년 2월 14일 (화요일) |  | 편집 |

| \| 2017년 2월 15일 (수요일) \| \| 편집 \| |  |      |
|                                           |  |      |
| 2017년 2월 15일 (수요일)                  |  | 편집 |

| 2017년 2월 15일 (수요일) |  | 편집 |

| \| 2017년 2월 16일 (목요일) \| \| 편집 \| |  |      |
|                                           |  |      |
| 2017년 2월 16일 (목요일)                  |  | 편집 |

| 2017년 2월 16일 (목요일) |  | 편집 |

| \| 2017년 2월 17일 (금요일) \| \| 편집 \| |  |      |
| 정치 - 서울중앙지법 한정석 영장전담판사는 이재용 삼성그룹 부회장에 대해 뇌물공여 등 혐의와 관련하여 구속영장을 발부했다. 박상진 사장에 대한 구속영장은 기각되었다. 경제 - 해운물류기업 한진해운에 대해 파산을 최종 선고되고, 회생절차가 중단되었다. |  |      |
| 2017년 2월 17일 (금요일) |  | 편집 |

| 2017년 2월 17일 (금요일) |  | 편집 |

| \| 2017년 2월 18일 (토요일) \| \| 편집 \| |  |      |
|                                           |  |      |
| 2017년 2월 18일 (토요일)                  |  | 편집 |

| 2017년 2월 18일 (토요일) |  | 편집 |

| \| 2017년 2월 19일 (일요일) \| \| 편집 \| |  |      |
|                                           |  |      |
| 2017년 2월 19일 (일요일)                  |  | 편집 |

| 2017년 2월 19일 (일요일) |  | 편집 |

| \| 2017년 2월 20일 (월요일) \| \| 편집 \| |  |      |
|                                           |  |      |
| 2017년 2월 20일 (월요일)                  |  | 편집 |

| 2017년 2월 20일 (월요일) |  | 편집 |

| \| 2017년 2월 21일 (화요일) \| \| 편집 \| |  |      |
|                                           |  |      |
| 2017년 2월 21일 (화요일)                  |  | 편집 |

| 2017년 2월 21일 (화요일) |  | 편집 |

| \| 2017년 2월 22일 (수요일) \| \| 편집 \| |  |      |
|                                           |  |      |
| 2017년 2월 22일 (수요일)                  |  | 편집 |

| 2017년 2월 22일 (수요일) |  | 편집 |

| \| 2017년 2월 23일 (목요일) \| \| 편집 \| |  |      |
|                                           |  |      |
| 2017년 2월 23일 (목요일)                  |  | 편집 |

| 2017년 2월 23일 (목요일) |  | 편집 |

| \| 2017년 2월 24일 (금요일) \| \| 편집 \| |  |      |
|                                           |  |      |
| 2017년 2월 24일 (금요일)                  |  | 편집 |

| 2017년 2월 24일 (금요일) |  | 편집 |

| \| 2017년 2월 25일 (토요일) \| \| 편집 \| |  |      |
|                                           |  |      |
| 2017년 2월 25일 (토요일)                  |  | 편집 |

| 2017년 2월 25일 (토요일) |  | 편집 |

| \| 2017년 2월 26일 (일요일) \| \| 편집 \| |  |      |
|                                           |  |      |
| 2017년 2월 26일 (일요일)                  |  | 편집 |

| 2017년 2월 26일 (일요일) |  | 편집 |

| \| 2017년 2월 27일 (월요일) \| \| 편집 \|                                           |  |      |
| 정치 - 대한민국 헌법재판소가 박근혜 대통령 탄핵 소추 사건의 최종 변론을 진행하였다. |  |      |
| 2017년 2월 27일 (월요일)                                                            |  | 편집 |

| 2017년 2월 27일 (월요일) |  | 편집 |

| \| 2017년 2월 28일 (화요일) \| \| 편집 \|                                   |  |      |
| 사회 - 박근혜-최순실 게이트 특별검사팀이 수사기간 만료로 활동을 종료하였다. |  |      |
| 2017년 2월 28일 (화요일)                                                    |  | 편집 |

| 2017년 2월 28일 (화요일) |  | 편집 |

| <           | 2017년 2월 | 2017년 2월 | 2017년 2월 | 2017년 2월 | 2017년 2월 | >          |
| 일          | 월         | 화         | 수         | 목         | 금         | 토         |
|             |            |            | 1 1.5 기미 | 2 6 경신   | 3 7 신유   | 4 8 임술   |
| 5 9 계해    | 6 10 갑자  | 7 11 을축  | 8 12 병인  | 9 13 정묘  | 10 14 무진 | 11 15 기사 |
| 12 16 경오  | 13 17 신미 | 14 18 임신 | 15 19 계유 | 16 20 갑술 | 17 21 을해 | 18 22 병자 |
| 19 23 정축  | 20 24 무인 | 21 25 기묘 | 22 26 경진 | 23 27 신사 | 24 28 임오 | 25 29 계미 |
| 26 2.1 갑신 | 27 2 을유  | 28 3 병술  |            |            |            |            |

| 편집하기 |